# Беларусь на зимних Олимпийских играх 2018
Белоруссия на зимних Олимпийских играх 2018 года была представлена 33 спортсменами в 3 видах спорта. По распоряжению президента страны белорусские спортсмены, ставшие олимпийскими чемпионами, получат 150 тысяч долларов призовых. За серебряную медаль будет выплачено 75 тысяч, а за бронзовую 50. На церемонии открытия Игр право нести национальный флаг было доверено олимпийской чемпионке 2014 года фристайлистке Алле Цупер, а на церемонии закрытия — биатлонистке Дарье Домрачевой, которая в составе женской эстафетной сборной завоевала свою четвёртую золотую олимпийскую медаль. По итогам соревнований на счету белорусских спортсменов были 2 золотые и 1 серебряная медали, что позволило сборной Белоруссии занять 15-е место в неофициальном медальном зачёте.

## Медали
| Золото  |                                                                 |                                |            |
| №       | Спортсмены                                                      | Вид спорта (дисциплина)        | Дата       |
| 1       | Анна Гуськова                                                   | Фристайл (акробатика, женщины) | 16 февраля |
| 2       | Надежда Скардино Ирина Кривко Динара Алимбекова Дарья Домрачева | Биатлон (эстафета, женщины)    | 22 февраля |
| Серебро |                                                                 |                                |            |
| №       | Спортсмены                                                      | Вид спорта (дисциплина)        | Дата       |
| 1       | Дарья Домрачева                                                 | Биатлон (масс-старт, женщины)  | 17 февраля |

## Состав сборной
До начала Олимпийских игр Национальный комитет Белоруссии прогнозировал участие в Играх 25-30 спортсменов. 24 января во время пресс-конференции НОК Республики Беларусь был объявлен состав сборной, состоящий из 27 спортсменов. 29 января было объявлено, что сборная Белоруссии получила 5 дополнительных квот. Всего в заявку национальной сборной вошли 33 спортсмена (16 мужчин и 17 женщин), которые будут соревноваться в 6 олимпийских дисциплинах. Главой олимпийской делегации на зимних Играх стал заместитель министра спорта и туризма Александр Барауля. Также в состав делегации вошёл 8-кратный олимпийский чемпион по биатлону Уле-Эйнар Бьёрндален, который будет помогать в подготовке своей жене Дарье Домрачевой.
 Биатлон
1. Динара Алимбекова
2. Дарья Домрачева
3. Ирина Кривко
4. Надежда Писарева
5. Надежда Скардино
6. Сергей Бочарников
7. Максим Воробей
8. Роман Елётнов
9. Антон Смольский
10. Владимир Чепелин

 Горнолыжный спорт
1. Юрий Данилочкин
2. Мария Шканова

 Конькобежный спорт
1. Игнат Головатюк
2. Виталий Михайлов
3. Марина Зуева
4. Татьяна Михайлова
5. Ксения Садовская

 Лыжные гонки
1. Юрий Астапенко
2. Александр Воронов
3. Сергей Долидович
4. Михаил Семёнов
5. Валентина Каминская
6. Анастасия Кириллова
7. Полина Сероносова
8. Юлия Тихонова

 Фристайл
1. Станислав Гладченко
2. Максим Густик
3. Антон Кушнир
4. Анна Гуськова
5. Александра Романовская
6. Алла Цупер

 Шорт-трек
1. Максим Сергеев

Также в состав сборной для участия в Играх была включена лыжница Инна Луконина, однако она не приняла участие ни в одной из соревновательных дисциплин.

## Результаты соревнований

### Биатлон
Большинство олимпийских лицензий на Игры 2018 года были распределены по результатам выступления стран в зачёт Кубка наций в рамках Кубка мира 2016/2017. По его результатам мужская сборная Белоруссии заняла 14-е место, благодаря чему заработала 5 олимпийских лицензий, а женская сборная, занявшая 9-е место получила право заявить для участия в соревнованиях 5 спортсменок. При этом в одной дисциплине страна может выставить не более четырёх биатлонистов.
Мужчины
| Соревнование         | Спортсмены                                                       | Стрельба                             | Время                                     | Место      | Отставание                            |
| -------------------- | ---------------------------------------------------------------- | ------------------------------------ | ----------------------------------------- | ---------- | ------------------------------------- |
| спринт               | Владимир Чепелин                                                 | 1+1                                  | 25:04,8                                   | 34         | +1:26,0                               |
| спринт               | Антон Смольский                                                  | 1+0                                  | 25:05,9                                   | 35         | +1:27,1                               |
| спринт               | Сергей Бочарников                                                | 1+1                                  | 25:20,9                                   | 42         | +1:42,1                               |
| спринт               | Роман Елётнов                                                    | 2+4                                  | 26:12,6                                   | 71         | +2:33,8                               |
| гонка преследования  | Антон Смольский                                                  | 1+1+1+0                              | 36:44,1                                   | 33         | +3:52,4                               |
| гонка преследования  | Владимир Чепелин                                                 | 0+0+3+3                              | 37:04,6                                   | 36         | +4:12,9                               |
| гонка преследования  | Сергей Бочарников                                                | 1+3+0+2                              | 37:15,6                                   | 37         | +4:23,9                               |
| индивидуальная гонка | Сергей Бочарников                                                | 0+0+0+1                              | 50:25,3                                   | 18         | +2:21,5                               |
| индивидуальная гонка | Владимир Чепелин                                                 | 1+0+1+1                              | 51:27,9                                   | 30         | +3:24,1                               |
| индивидуальная гонка | Максим Воробей                                                   | 0+2+0+1                              | 52:01,3                                   | 39         | +3:57,5                               |
| индивидуальная гонка | Роман Елётнов                                                    | 1+2+1+1                              | 52:57,6                                   | 52         | +4:53,8                               |
| эстафета 4×7,5 км    | Антон Смольский Роман Елётнов Сергей Бочарников Владимир Чепелин | 3+12 0+0 0+1 0+1 1+3 2+3 0+1 0+2 0+1 | 1:20:06,0 18:51,4 19:55,8 21:02,4 20:16,4 | 8 6 8 10 8 | +4:49,5 +27,8 +1:12,6 +3:27,7 +4:49,5 |

Женщины
| Соревнование         | Спортсмены                                                      | Стрельба                            | Время                                     | Место            | Отставание                  |
| -------------------- | --------------------------------------------------------------- | ----------------------------------- | ----------------------------------------- | ---------------- | --------------------------- |
| спринт               | Дарья Домрачева                                                 | 1+1                                 | 21:52,4                                   | 9                | +46,2                       |
| спринт               | Ирина Кривко                                                    | 0+1                                 | 22:17,4                                   | 17               | +1:11,2                     |
| спринт               | Надежда Скардино                                                | 2+1                                 | 23:07,8                                   | 36               | +2:01,6                     |
| спринт               | Надежда Писарева                                                | 0+2                                 | 23:29,1                                   | 52               | +2:22,9                     |
| гонка преследования  | Надежда Скардино                                                | 0+0+1+0                             | 32:42,7                                   | 14               | +2:07,4                     |
| гонка преследования  | Ирина Кривко                                                    | 1+0+0+1                             | 32:54,0                                   | 17               | +2:18,7                     |
| гонка преследования  | Дарья Домрачева                                                 | 0+1+1+4                             | 34:26,8                                   | 37               | +3:51,5                     |
| гонка преследования  | Надежда Писарева                                                | 2+0+0+1                             | 35:10,3                                   | 44               | +4:35,0                     |
| индивидуальная гонка | Надежда Скардино                                                | 0+0+0+1                             | 43:40,2                                   | 10               | +2:33,0                     |
| индивидуальная гонка | Дарья Домрачева                                                 | 0+0+1+3                             | 44:57,8                                   | 27               | +3:50,6                     |
| индивидуальная гонка | Ирина Кривко                                                    | 0+2+0+1                             | 45:26,0                                   | 36               | +4:18,8                     |
| индивидуальная гонка | Динара Алимбекова                                               | 1+1+1+1                             | 47:04,0                                   | 56               | +5:56,8                     |
| масс-старт           | Дарья Домрачева                                                 | 0+0+1+0                             | 35:41,8                                   | 2                | +18,8                       |
| масс-старт           | Надежда Скардино                                                | 0+0+0+0                             | 36:10.9                                   | 7                | +47,9                       |
| масс-старт           | Ирина Кривко                                                    | 3+1+0+0                             | 39:04.0                                   | 26               | +3:41,0                     |
| эстафета 4×6 км      | Надежда Скардино Ирина Кривко Динара Алимбекова Дарья Домрачева | 0+9 0+0 0+2 0+1 0+0 0+2 0+1 0+0 0+3 | 1:12:03,4 17:35,2 18:08,2 18:52,4 17:27,6 | · 10 · 5 · 4 · 1 | +0,0 +46,2 +21,2 +17,1 +0,0 |

Смешанная эстафета
| Соревнование       | Спортсмены                                                          | Стрельба                    | Время                                     | Место   | Отставание                    |
| ------------------ | ------------------------------------------------------------------- | --------------------------- | ----------------------------------------- | ------- | ----------------------------- |
| смешанная эстафета | Надежда Скардино Дарья Домрачева Сергей Бочарников Владимир Чепелин | 0+3 0+0 0+0 0+0 0+1 0+1 0+0 | 1:09:29,8 16:10,7 16:10,5 18:29,8 18:38,8 | 5 8 3 5 | +55,5 +26,6 +32,6 +47,7 +55,5 |

### Коньковые виды спорта

#### Конькобежный спорт
По сравнению с прошлыми Играми в программе конькобежного спорта произошёл ряд изменений. Были добавлены соревнования в масс-старте, где спортсменам необходимо будет преодолеть 16 кругов, с тремя промежуточными финишами, набранные очки на которых помогут в распределении мест, начиная с 4-го. Также впервые с 1994 года конькобежцы будут бежать дистанцию 500 метров только один раз. Распределение квот происходило по итогам первых четырёх этапов Кубка мира. По их результатам был сформирован сводный квалификационный список, согласно которому сборная Белоруссии стала обладателем олимпийских квот на шести дистанциях. Олимпийские лицензии для страны принесли Игнат Головатюк и Марина Зуева. 29 января, благодаря перераспределению квот, спортсмены сборной Белоруссии получили три дополнительные лицензии, одну у мужчин и две у женщин.
Мужчины
Индивидуальные гонки
| Соревнование | Спортсмены      | Результат | Место | Отставание |
| ------------ | --------------- | --------- | ----- | ---------- |
| 500 метров   | Игнат Головатюк | 35,23     | 22    | +0,82      |
| 1000 метров  | Игнат Головатюк | 1:10,141  | 28    | +2,19      |

Масс-старт
| Соревнование | Спортсмены       | Полуфинал | Полуфинал | Полуфинал | Полуфинал | Полуфинал | Финал | Финал | Финал   | Финал |
| Соревнование | Спортсмены       | Забег     | Круги     | Очки      | Время     | Место     | Круги | Очки  | Время   | Место |
| ------------ | ---------------- | --------- | --------- | --------- | --------- | --------- | ----- | ----- | ------- | ----- |
| масс-старт   | Виталий Михайлов | 2         | 16        | 20        | 7:55,25   | 3 Q       | 16    | 1     | 7:53,38 | 7     |

Женщины
Индивидуальные гонки
| Соревнование | Спортсмены       | Результат | Место | Отставание |
| ------------ | ---------------- | --------- | ----- | ---------- |
| 500 метров   | Ксения Садовская | 39,64     | 30    | +2,70      |
| 1500 метров  | Марина Зуева     | DSQ       | DSQ   | DSQ        |
| 3000 метров  | Марина Зуева     | 4:05,96   | 11    | +6,75      |
| 5000 метров  | Марина Зуева     | 7:04,41   | 7     | +14,18     |

Масс-старт
| Соревнование | Спортсмены        | Полуфинал | Полуфинал | Полуфинал | Полуфинал | Полуфинал | Финал                 | Финал                 | Финал                 | Финал                 |
| Соревнование | Спортсмены        | Забег     | Круги     | Очки      | Время     | Место     | Круги                 | Очки                  | Время                 | Место                 |
| ------------ | ----------------- | --------- | --------- | --------- | --------- | --------- | --------------------- | --------------------- | --------------------- | --------------------- |
| масс-старт   | Марина Зуева      | 1         | 16        | 0         | 8:54,38   | 8 Q       | 16                    | 3                     | 8:41,73               | 6                     |
| масс-старт   | Татьяна Михайлова | 2         | 16        | 0         | 8:33,93   | 11        | завершила выступление | завершила выступление | завершила выступление | завершила выступление |

#### Шорт-трек
Квалификация на зимние Олимпийские игры в шорт-треке проходила по результатам четырёх этапов Кубка мира 2017/2018. По итогам этих турниров был сформирован олимпийский квалификационный лист, согласно которому белорусские спортсмены получили право заявить для участия в Играх одного мужчину.
Мужчины
| Соревнование | Спортсмены     | Отборочный раунд | Отборочный раунд | Отборочный раунд | Четвертьфинал | Четвертьфинал | Четвертьфинал | Полуфинал            | Полуфинал            | Полуфинал            | Финал                | Финал                | Итоговое место |
| Соревнование | Спортсмены     | Забег            | Результат        | Место            | Забег         | Результат     | Место         | Забег                | Результат            | Место                | Результат            | Место                | Итоговое место |
| ------------ | -------------- | ---------------- | ---------------- | ---------------- | ------------- | ------------- | ------------- | -------------------- | -------------------- | -------------------- | -------------------- | -------------------- | -------------- |
| 1500 метров  | Максим Сергеев | 4                | 2:15,242         | 5                | не проводится | не проводится | не проводится | завершил выступление | завершил выступление | завершил выступление | завершил выступление | завершил выступление | 28             |

### Лыжные виды спорта

#### Горнолыжный спорт
Квалификация спортсменов для участия в Олимпийских играх осуществлялась на основании специального квалификационного рейтинга FIS по состоянию на 21 января 2018 года. При этом НОК для участия в Олимпийских играх мог выбрать только того спортсмена, который вошёл в топ-500 олимпийского рейтинга в своей дисциплине, и при этом имел определённое количество очков, согласно квалификационной таблице. Страны, не имеющие участников в числе 500 сильнейших спортсменов, могли претендовать только на квоты категории «B» в технических дисциплинах. По итогам квалификационного отбора сборная Белоруссии завоевала 2 олимпийские лицензии категории «A».
Мужчины
| Соревнование      | Спортсмены      | Скоростной спуск/ 1 спуск | Скоростной спуск/ 1 спуск | Слалом/ 2 спуск | Слалом/ 2 спуск | Всего   | Место | Отставание |
| Соревнование      | Спортсмены      | Время                     | Место                     | Время           | Место           | Всего   | Место | Отставание |
| ----------------- | --------------- | ------------------------- | ------------------------- | --------------- | --------------- | ------- | ----- | ---------- |
| скоростной спуск  | Юрий Данилочкин | не проводится             | не проводится             | не проводится   | не проводится   | 1:45,86 | 44    | +5,61      |
| супергигант       | Юрий Данилочкин | не проводится             | не проводится             | не проводится   | не проводится   | 1:30,13 | 42    | +5,69      |
| комбинация        | Юрий Данилочкин | 1:22,78                   | 48                        | 55,94           | 35              | 2:18,72 | 34    | +12,20     |
| слалом            | Юрий Данилочкин | 55,42                     | 41                        | 56,73           | 32              | 1:52,15 | 33    | +13,16     |
| гигантский слалом | Юрий Данилочкин | 1:19,45                   | 64                        | 1:17,44         | 53              | 2:36,89 | 54    | +18,85     |

Женщины
| Соревнование      | Спортсмены    | Скоростной спуск/ 1 спуск | Скоростной спуск/ 1 спуск | Слалом/ 2 спуск | Слалом/ 2 спуск | Всего   | Место | Отставание |
| Соревнование      | Спортсмены    | Время                     | Место                     | Время           | Место           | Всего   | Место | Отставание |
| ----------------- | ------------- | ------------------------- | ------------------------- | --------------- | --------------- | ------- | ----- | ---------- |
| супергигант       | Мария Шканова | не проводится             | не проводится             | не проводится   | не проводится   | DNS     | DNS   | DNS        |
| слалом            | Мария Шканова | 52,50                     | 30                        | 51,71           | 27              | 1:44,21 | 28    | +5,58      |
| гигантский слалом | Мария Шканова | 1:18,17                   | 45                        | 1:14,16         | 35              | 2:32,33 | 38    | +12,31     |

#### Лыжные гонки
Квалификация спортсменов для участия в Олимпийских играх осуществлялась на основании специального квалификационного рейтинга FIS по состоянию на 21 января 2018 года. Для получения олимпийской лицензии категории «A» спортсменам необходимо было набрать максимум 100 очков в дистанционном рейтинге FIS. При этом каждый НОК может заявить на Игры 1 мужчину и 1 женщины, если они выполнили квалификационный критерий «B», по которому они смогут принять участие в спринте и гонках на 10 км для женщин или 15 км для мужчин. По итогам квалификационного отбора сборная Белоруссии завоевала 7 олимпийских лицензий, а после перераспределения квот получила ещё две.
Мужчины
Дистанционные гонки
| Соревнование              | Спортсмены        | Результат | Место | Отставание |
| ------------------------- | ----------------- | --------- | ----- | ---------- |
| 15 км свободным стилем    | Михаил Семёнов    | 36:25,8   | 40    | +2:41,9    |
| 15 км свободным стилем    | Юрий Астапенко    | 37:04,0   | 55    | +3:20,1    |
| 15 км свободным стилем    | Александр Воронов | 38:05,5   | 73    | +4:21,6    |
| скиатлон 15+15 км         | Михаил Семёнов    | 1:21:12,0 | 44    | +4:52,0    |
| скиатлон 15+15 км         | Юрий Астапенко    | 1:23:12,5 | 50    | +6:52,5    |
| скиатлон 15+15 км         | Сергей Долидович  | DNF       | DNF   | DNF        |
| 50 км классическим стилем | Михаил Семёнов    | 2:22:51,2 | 44    | +14:29,1   |

Спринт
| Соревнование     | Спортсмены                    | Квалификация  | Квалификация  | Четвертьфинал | Четвертьфинал | Четвертьфинал | Полуфинал            | Полуфинал            | Полуфинал            | Финал                 | Финал                 | Итоговое место |
| Соревнование     | Спортсмены                    | Результат     | Место         | Заезд         | Результат     | Место         | Заезд                | Результат            | Место                | Результат             | Место                 | Итоговое место |
| ---------------- | ----------------------------- | ------------- | ------------- | ------------- | ------------- | ------------- | -------------------- | -------------------- | -------------------- | --------------------- | --------------------- | -------------- |
| спринт           | Александр Воронов             | 3:17,12       | 27 Q          | 3             | 3:14,95       | 5             | завершил выступление | завершил выступление | завершил выступление | завершил выступление  | завершил выступление  | 24             |
| командный спринт | Михаил Семёнов Юрий Астапенко | не проводится | не проводится | не проводится | не проводится | не проводится | 2                    | 16:32,31             | 7                    | завершили выступление | завершили выступление | 14             |

Женщины
Дистанционные гонки
| Соревнование              | Спортсмены                                                              | Результат                               | Место | Отставание                              |
| ------------------------- | ----------------------------------------------------------------------- | --------------------------------------- | ----- | --------------------------------------- |
| 10 км свободным стилем    | Юлия Тихонова                                                           | 28:07,0                                 | 40    | +3:06,5                                 |
| 10 км свободным стилем    | Полина Сероносова                                                       | 28:22,8                                 | 48    | +3:22,3                                 |
| 10 км свободным стилем    | Валентина Каминская                                                     | 30:01,6                                 | 70    | +5:01,1                                 |
| скиатлон 7,5+7,5 км       | Юлия Тихонова                                                           | 44:57,1                                 | 42    | 4:12,2                                  |
| скиатлон 7,5+7,5 км       | Полина Сероносова                                                       | 45:34,9                                 | 46    | 4:50,0                                  |
| 30 км классическим стилем | Полина Сероносова                                                       | 1:39:36,0                               | 40    | +17:18,4                                |
| 30 км классическим стилем | Валентина Каминская                                                     | 1:42:27,6                               | 45    | +20:10,0                                |
| 30 км классическим стилем | Юлия Тихонова                                                           | DNF                                     | DNF   | DNF                                     |
| эстафета 4×5 км           | Анастасия Кириллова Юлия Тихонова Полина Сероносова Валентина Каминская | 57:56,1 15:46,7 14:47,3 13:16,4 14:05,7 | 14    | +6:31,8 +2:22,2 +3:19,0 +4:22,3 +6:31,8 |

Спринт
| Соревнование     | Спортсмены                      | Квалификация  | Квалификация  | Четвертьфинал         | Четвертьфинал         | Четвертьфинал         | Полуфинал             | Полуфинал             | Полуфинал             | Финал                 | Финал                 | Итоговое место |
| Соревнование     | Спортсмены                      | Результат     | Место         | Заезд                 | Результат             | Место                 | Заезд                 | Результат             | Место                 | Результат             | Место                 | Итоговое место |
| ---------------- | ------------------------------- | ------------- | ------------- | --------------------- | --------------------- | --------------------- | --------------------- | --------------------- | --------------------- | --------------------- | --------------------- | -------------- |
| спринт           | Юлия Тихонова                   | 3:27,19       | 35            | завершила выступление | завершила выступление | завершила выступление | завершила выступление | завершила выступление | завершила выступление | завершила выступление | завершила выступление | 35             |
| спринт           | Анастасия Кириллова             | 3:28,98       | 40            | завершила выступление | завершила выступление | завершила выступление | завершила выступление | завершила выступление | завершила выступление | завершила выступление | завершила выступление | 40             |
| спринт           | Полина Сероносова               | 3:29,44       | 41            | завершила выступление | завершила выступление | завершила выступление | завершила выступление | завершила выступление | завершила выступление | завершила выступление | завершила выступление | 41             |
| спринт           | Валентина Каминская             | 3:32,80       | 47            | завершила выступление | завершила выступление | завершила выступление | завершила выступление | завершила выступление | завершила выступление | завершила выступление | завершила выступление | 47             |
| командный спринт | Юлия Тихонова Полина Сероносова | не проводится | не проводится | не проводится         | не проводится         | не проводится         | 1                     | 17:33,63              | 8                     | завершили выступление | завершили выступление | 16             |

#### Фристайл
По сравнению с прошлыми Играми изменения произошли в хафпайпе и слоупстайле. Теперь в финалах этих дисциплин фристайлисты стали выполнять по три попытки, при этом итоговое положение спортсменов по-прежнему определяется по результату лучшей из них. Квалификация спортсменов для участия в Олимпийских играх осуществлялась на основании специального квалификационного рейтинга FIS по состоянию на 21 января 2018 года. Для каждой дисциплины были установлены определённые условия, выполнив которые спортсмены могли претендовать на попадание в состав сборной для участия в Олимпийских играх. По итогам квалификационного отбора сборная Белоруссии завоевала 6 олимпийских лицензий в акробатике.
Мужчины
Могул и акробатика
| Соревнование | Спортсмены          | Квалификация 1 | Квалификация 1 | Квалификация 2 | Квалификация 2 | Квалификация 2 | Финал 1              | Финал 1              | Финал 2              | Финал 2              | Финал 3              | Финал 3              | Итоговое место |
| Соревнование | Спортсмены          | Очки           | Место          | Очки           | Лучший         | Место          | Очки                 | Место                | Очки                 | Место                | Очки                 | Место                | Итоговое место |
| ------------ | ------------------- | -------------- | -------------- | -------------- | -------------- | -------------- | -------------------- | -------------------- | -------------------- | -------------------- | -------------------- | -------------------- | -------------- |
| акробатика   | Станислав Гладченко | 126,11         | 4 Q            | не участвовал  | не участвовал  | не участвовал  | 123,01               | 5 Q                  | 126,70               | 3 Q                  | 92,61                | 6                    | 6              |
| акробатика   | Антон Кушнир        | 120,80         | 11             | 121,27         | 121,27         | 7              | завершил выступление | завершил выступление | завершил выступление | завершил выступление | завершил выступление | завершил выступление | 13             |
| акробатика   | Максим Густик       | 92,92          | 18             | 89,14          | 92,92          | 16             | завершил выступление | завершил выступление | завершил выступление | завершил выступление | завершил выступление | завершил выступление | 22             |

Женщины
Могул и акробатика
| Соревнование | Спортсмены             | Квалификация 1 | Квалификация 1 | Квалификация 2 | Квалификация 2 | Квалификация 2 | Финал 1               | Финал 1               | Финал 2               | Финал 2               | Финал 3               | Финал 3               | Итоговое место |
| Соревнование | Спортсмены             | Очки           | Место          | Очки           | Лучший         | Место          | Очки                  | Место                 | Очки                  | Место                 | Очки                  | Место                 | Итоговое место |
| ------------ | ---------------------- | -------------- | -------------- | -------------- | -------------- | -------------- | --------------------- | --------------------- | --------------------- | --------------------- | --------------------- | --------------------- | -------------- |
| акробатика   | Анна Гуськова          | 100,45         | 2 Q            | не участвовала | не участвовала | не участвовала | 94,15                 | 1 Q                   | 85,05                 | 4 Q                   | 96,14                 | 1                     | 1              |
| акробатика   | Алла Цупер             | 77,90          | 15             | 99,37          | 99,37          | 1 Q            | 90,82                 | 3 Q                   | 84,00                 | 5 Q                   | 59,94                 | 4                     | 4              |
| акробатика   | Александра Романовская | 38,85          | 24             | 83,65          | 83,65          | 8              | завершила выступление | завершила выступление | завершила выступление | завершила выступление | завершила выступление | завершила выступление | 14             |